# Наумовка (Щучанський район)
Нау́мовка (рос. Наумовка) — присілок у складі Щучанського району Курганської області, Росія. Входить до складу Петровської сільської ради.
Населення — 58 осіб (2010, 76 у 2002).
Національний склад станом на 2002 рік: росіяни — 95 %, решта татари.